# Гогаз
Гогаз (лезг. Цӏийи Гъуьгъвезар) — село в Ахтынском районе Дагестана. Административно входит в Хрюгский сельсовет. Один из двух анклавов Ахтынского района на территории Магарамкентского района.

## География
Гогаз является предгорным селом и расположен на юге Дагестана, в пяти километрах западнее федеральной автомагистрали М-29 Кавказ близ села Новый Усур.С северной стороны территория Нового Гогаза граничит с Сулейман-Стальским районом, а с остальных трёх  сторон - Магарамкентского района.

## История
Село Гогаз образовалось в конце 1970-х годов, в связи с переселением на равнину жителей высокогорного села Гогаз Ахтынского района на кутан Чархи-Кам. Еще до советского периода эти земли арендовались гогазцами  у Ярагского сельского общества для зимнего выпаса отар. На расстоянии  в 1 км от нынешнего села расположены руины зимнего хутора "Гьамидан бере", основанного Гамидом из рода Ялавар. Большая часть гогазцев переселилась в города Махачкала, Каспийск, Дербент, и другие города. Также они живут во многих селениях Хачмазского района и в городе Баку Азербайджана.
Указом ПВС РСФСР от 04.04.1988 г. утверждено наименование населённого пункта, возникшего на территории Хрюгского сельсовета Ахтынского района, селение Гогаз.

## Население
| 1989 | 2002 | 2010 | 2021 |
| ---- | ---- | ---- | ---- |
| 439  | ↗825 | ↘481 | ↗542 |

Население села Новый Гогаз исторически делится на родовые патронимы — тухумы.
- Ялавар (Ялаватар) — первый тухум, основавший село, жили на холме в центре Старого Гогаза. Отличались особой физической силой, безрассудной смелостью и крайней вспыльчивостью. Имеют нордическую антропологию[7].
- Серкерар - сихил переселился в Старый Гогаз в 16-17 вв из Рутульской долины. Представители сихила отличались крепким телосложением, выносливостью, имели крепко налаженные связи с многими сельскими обществами Восточного Кавказа, участвовали в лезгинских набегах на соседние регионы[7].
- Нурияр получили свое название за приверженность к исламу, из представителей рода Нурияр назначались имамы сельской мечети. Нурияр считает частью рода Ялавар.
- Татлар — тухум, имеющий татские корни.

В 1886 году в высокогорном Гогазе проживало 533 человека.

## Экономика и инфраструктура
Жители села заняты сельскохозяйственной деятельностью. В селе имеются общеобразовательная школа, сельская библиотека, клуб, фельдшерский пункт, почта.